# Ślina (dopływ Narwi)
Ślina – rzeka, lewobrzeżny dopływ Narwi o długości 39,26 km i powierzchni zlewni 359,5 km².
Rzeka płynie w województwie podlaskim. Jej źródło znajduje się w miejscowości Jabłoń Kościelna. Przepływa przez powiat wysokomazowiecki (gminy Nowe Piekuty, Wysokie Mazowieckie, Sokoły, Kobylin-Borzymy) i białostocki (gmina Zawady). Po wypłynięciu z Jabłoni Kościelnej płynie przez miejscowości Jabłoń-Zarzeckie, Jabłoń-Rykacze, Bujny-Biszewo, [Nowa Ruś], Stara Ruś, Bruszewo, Jamiołki-Piotrowięta, Jamiołki-Godzieby, Leśniewo-Niedźwiedź, Kłoski-Młynowięta, Stypułki-Święchy, Kurzyny, Kobylin-Borzymy, Kobylin-Kruszewo, Milewo Zabielne, Zawady, Łopuchowo i Targonie Wielkie, gdzie uchodzi do Narwi w 270 km jej biegu. Zlewnia leży na terenie Wysoczyzny Wysokomazowieckiej. Na trasie swego biegu rzeka przecina drogę krajową nr 8, drogę krajową nr 64, drogę wojewódzką nr 678 i linię kolejową nr 36.
Ślina jest rzeką nizinną o spokojnym nurcie, płynącą płytką doliną. Szerokość koryta waha się od 1,5 m do 5 metrów, a głębokość od 0,3 m do 1 m.  Dno na większości biegu rzeki jest piaszczysto–muliste, zdarzają się również partie żwirowo–kamieniste. Brzeg z rzadka porośnięty drzewami, w otoczeniu przeważają łąki i pastwiska. Rzeka zasilana jest głównie opadami atmosferycznymi oraz dopływami, w mniejszym stopniu wodami gruntowymi. Mała ilość opadów oraz niski poziom wód gruntowych sprawiają, że w górnym biegu przepływ rzeki jest tak mały, że jest ona ciekiem okresowym. Dopływem Śliny jest Rokietnica.

## Ślina w dziejach mazowiecko-jaćwieskich
Przed osiedleniem się Mazowszan nad Śliną mieszkało jaćwieskie plemię Zlinów. Prawdopodobnie rzeka nazywała się także Zlina. Osadnicy mazurscy spolszczyli nazwę do postaci Slina, później również Szlina. Palatalizacja nagłoskowego sl- doprowadziła do współcześnie używanej nazwy Ślina. Od wczesnego średniowiecza rzeka stanowiła umowną granicę między osadnictwem mazowieckim i napływającym ze wschodu osadnictwem, określonym później jako podlaskie.